# Campeonato Femenino Sub-16 de la AFC de 2015
El Campeonato Sub-16 femenino de la AFC de 2015 fue la VI edición de este torneo. Se disputó en la ciudad de Wuhan, China. El campeonato se jugó entre las selecciones nacionales femeninas sub-16 de todos los países cuyas federaciones están afiliadas a la AFC.
Los dos primeros lugares obtuvieron una plaza a la Copa Mundial Femenina de Fútbol Sub-17 de 2016 a disputarse en Jordania.

## Equipos participantes
Participarán las ocho selecciones nacionales de fútbol afiliadas a la AFC.
| Equipos participantes | Equipos participantes | Equipos participantes | Equipos participantes | Equipos participantes |
| --------------------- | --------------------- | --------------------- | --------------------- | --------------------- |
| China                 | China Taipéi          | Corea del Norte       | Corea del Sur         |                       |
| Irán                  | Japón                 | Tailandia             | Uzbekistán            |                       |

### Grupo A
| Equipo        | Pts. | PJ | PG | PE | PP | GF | GC | Dif. |
| ------------- | ---- | -- | -- | -- | -- | -- | -- | ---- |
| China         | 7    | 3  | 2  | 1  | 0  | 12 | 3  | 9    |
| Tailandia     | 6    | 3  | 2  | 0  | 1  | 5  | 5  | 0    |
| Corea del Sur | 4    | 3  | 1  | 1  | 1  | 8  | 4  | 4    |
| Irán          | 0    | 3  | 0  | 0  | 3  | 0  | 13 | -13  |

| 4 de noviembre de 2015 | Tailandia                                                     | 4:0 (3:0) | Irán | Hankou Cultural Sports Centre, Wuhan |                             |
|                        | Kanyanat Chetthabutr 5' 36' · Karen Yaowaporn Lohrmann 8' 90' | Reporte   |      | Árbitro(s): Fusako Kajiyama          | Árbitro(s): Fusako Kajiyama |

| 4 de noviembre de 2015 | China                                              | 3:3 (2:0) | Corea del Sur                                           | Xinhua Road Sports Center, Wuhan |                           |
|                        | Xie Qiwen 16' · Zhang Linyan 38' · Wang Yanwen 72' | Reporte   | Choi Jeong-min 57' · Gwon Hui-seon 68' · Mun Eun-ju 90' | Árbitro(s): Casey Reibelt        | Árbitro(s): Casey Reibelt |

| 6 de noviembre de 2015 | Corea del Sur | 0:1 (0:0) | Tailandia             | Hankou Cultural Sports Centre, Wuhan |                             |
|                        |               | Reporte   | Nutwadee Pram-nak 89' | Árbitro(s): Mai Hoàng Trang          | Árbitro(s): Mai Hoàng Trang |

| 6 de noviembre de 2015 | Irán | 0:4 (0:2) | China                                                    | Xinhua Road Sports Center, Wuhan |                             |
|                        |      | Reporte   | Ma Xiaolan 22' 90' · Chen Yuanmeng 27' · Wang Yanwen 81' | Árbitro(s): Thein Thein Aye      | Árbitro(s): Thein Thein Aye |

| 6 de noviembre de 2015 | China                                                | 5:0 (5:0) | Tailandia | Xinhua Road Sports Center, Wuhan |                             |
|                        | Ma Xiaolan 3' · Ma Xiaolan 11' 33' · Jin Kun 40' 47' | Reporte   |           | Árbitro(s): Thein Thein Aye      | Árbitro(s): Thein Thein Aye |

| 6 de noviembre de 2015 | Irán | 0:5 (0:3) | Corea del Sur                                                                           | Hankou Cultural Sports Centre, Wuhan |                             |
|                        |      | Reporte   | Choi Jeong-min 14' 30' · Jung Min-young 25' (pen.) · Mun Eun-ju 53' · Yang Hyeon-ji 90' | Árbitro(s): Thein Thein Aye          | Árbitro(s): Thein Thein Aye |

### Grupo B
| Equipo          | Pts. | PJ | PG | PE | PP | GF | GC | Dif. |
| --------------- | ---- | -- | -- | -- | -- | -- | -- | ---- |
| Japón           | 7    | 3  | 2  | 1  | 0  | 11 | 1  | 10   |
| Corea del Norte | 7    | 3  | 2  | 1  | 0  | 10 | 1  | 9    |
| Uzbekistán      | 3    | 3  | 1  | 0  | 2  | 3  | 8  | -5   |
| China Taipéi    | 0    | 3  | 0  | 0  | 3  | 0  | 14 | -14  |

| 5 de noviembre de 2015 | Japón                                                                      | 4:0 (0:0) | Uzbekistán | Xinhua Road Sports Center, Wuhan |                        |
|                        | Fuka Nagano 54' · Riko Ueki 60' · Hinata Miyazawa 78' · Saori Takarada 81' | Reporte   |            | Árbitro(s): Shiva Yari           | Árbitro(s): Shiva Yari |

| 5 de noviembre de 2015 | Corea del Norte                                                         | 5:0 (4:0) | China Taipéi | Hankou Cultural Sports Centre, Wuhan |                               |
|                        | Kim Pom-ui 2' · Sung Hyang-sim 8' 33' · Ri Hae-yon 43' · Ri Un-jong 90' | Reporte   |              | Árbitro(s): Pannipar Kamnueng        | Árbitro(s): Pannipar Kamnueng |

| 7 de noviembre de 2015 | Uzbekistán | 0:4 (0:1) | Corea del Norte                            | Hankou Cultural Sports Centre, Wuhan |                        |
|                        |            | Reporte   | Kim Pom-ui 45' 55' 78' · Choe Un-chong 71' | Árbitro(s): Shiva Yari               | Árbitro(s): Shiva Yari |

| 7 de noviembre de 2015 | China Taipéi | 0:6 (0:5) | Japón | Xinhua Road Sports Center, Wuhan |                           |
|                        |              | Reporte   | Jun Endo 18' · Rio Kanekatsu 24' (pen.) · Hinata Miyazawa 31' 38' · Hana Takahashi 40' · Seira Kojima 88' | Árbitro(s): Park Ji-yeong        | Árbitro(s): Park Ji-yeong |

| 9 de noviembre de 2015 | Japón              | 1:1 (0:1) | Corea del Norte   | Xinhua Road Sports Center, Wuhan |                             |
|                        | Hana Takahashi 63' | Reporte   | Sung Hyang-sim 2' | Árbitro(s): Mai Hoàng Trang      | Árbitro(s): Mai Hoàng Trang |

| 9 de noviembre de 2015 | China Taipéi | 0:3 (0:1) | Uzbekistán                                                               | Hankou Cultural Sports Centre, Wuhan |                             |
|                        |              | Reporte   | Maftuna Panjieva 45' · Shahnoza Kurbonova 75' · Makhliyo Nazarkulova 88' | Árbitro(s): Thein Thein Aye          | Árbitro(s): Thein Thein Aye |

## Rondas finales
|  | Semifinales     | Semifinales     |   |                 | Final           | Final |  |
|  |                 |                 |   |                 |                 |       |  |
|  |                 |                 |   |                 |                 |       |  |
|  | 12 de noviembre |                 |   |                 |                 |       |  |
|  | China           | 1               |   |                 |                 |       |  |
|  | Corea del Norte | 2               |   |                 |                 |       |  |
|  |                 |                 |   |                 |                 |       |  |
|  |                 |                 |   |                 | 15 de noviembre |       |  |
|  |                 |                 |   |                 | Corea del Norte | 1     |  |
|  |                 | Japón           | 0 |                 |                 |       |  |
|  |                 |                 |   |                 |                 |       |  |
|  |                 |                 |   |                 |                 |       |  |
|  |                 |                 |   |                 | Tercer lugar    |       |  |
|  | 12 de noviembre | 12 de noviembre |   | 15 de noviembre | 15 de noviembre |       |  |
|  | Japón           | 8               |   | China           | 8               |       |  |
|  | Tailandia       | 0               |   |                 | Tailandia       | 0     |  |

### Semifinales
| 12 de noviembre de 2015 | Japón                                                                                                   | 8:0 (3:0) | Tailandia | Xinhua Road Sports Center, Wuhan |                             |
|                         | Riko Ueki 5' 68' · Hana Takahashi 16' · Jun Endo 36' 75' · Hinata Miyazawa 55' 56' · Hana Takahashi 84' | Reporte   |           | Árbitro(s): Thein Thein Aye      | Árbitro(s): Thein Thein Aye |

| 12 de noviembre de 2015 | China            | 1:2 (0:1) | Corea del Norte   | Xinhua Road Sports Center, Wuhan |                           |
|                         | Zhang Linyan 67' | Reporte   | Ri Hae-yon 2' 87' | Árbitro(s): Casey Reibelt        | Árbitro(s): Casey Reibelt |

### Tercer lugar
| 15 de noviembre de 2015 | China                                                                                              | 8:0 (5:0) | Tailandia | Xinhua Road Sports Center, Wuhan |                             |
|                         | Zhao Yujie 14' · Wang Yanwen 19' 89' (pen.) · Xie Qiwe 21' 26' 66' · Jin Kun 32' · Shen Mengyu 90' | Reporte   |           | Árbitro(s): Fusako Kajiyama      | Árbitro(s): Fusako Kajiyama |

### Final
| 15 de noviembre de 2015 | Corea del Norte | 1:0 (1:0) | Japón | Xinhua Road Sports Center, Wuhan |                               |
|                         | Ri Hae Yon 41'  | Reporte   |       | Árbitro(s): Pannipar Kamnueng    | Árbitro(s): Pannipar Kamnueng |

| Bandera de Corea del Norte |
| Campeón                    |
| Corea del Norte            |
| Segundo título             |

## Clasificados a laCopa Mundial Femenina de Fútbol Sub-17 de 2016
| Corea del Norte | Japón |
| --------------- | ----- |

## Estadísticas

### Goleadoras
| Jugadora        | Selección       | Goles |
| --------------- | --------------- | ----- |
| Wang Yanwen     | China           | 6     |
| Hinata Miyazawa | Japón           | 5     |
| Xie Qiwen       | China           | 4     |
| Kim Pom-ui      | Corea del Norte | 4     |
| Ri Hae-yon      | Corea del Norte | 4     |
| Jin Kun         | China           | 3     |
| Ma Xiaolan      | China           | 3     |
| Jun Endo        | Japón           | 3     |
| Hana Takahashi  | Japón           | 3     |
| Riko Ueki       | Japón           | 3     |
| Sung Hyang-sim  | Corea del Norte | 3     |
| Choi Jeong-min  | Corea del Sur   | 3     |

## Sucesión
| Predecesor: China 2013 | Campeonato Sub-16 femenino de la AFC China 2015 | Sucesor: Tailandia 2017 |